# Luigi Barnabò
Luigi Barnabò (Milano, 22 luglio 1889 – Milano, 2 febbraio 1960) è stato un arbitro di calcio italiano.
Il suo cognome è stato spesso travisato in Bernabè di Milano, ma in tutti i documenti dell'Associazione Italiana Arbitri non compare alcun arbitro a Milano con tale cognome nel periodo in cui lui ha arbitrato.

## Arbitro
Inizia ad arbitrare le serie inferiori lombarde nel 1915 dopo aver superato il corso di abilitazione che si tenne a Milano il 12 dicembre 1914.
Si tesserò quale arbitro dell'Inter tanto che in molte partite è stato citato come "Barnabò dell'Internazionale", tessera che mantenne fino alla cessazione dell'attività arbitrale.

Dopo la fine del conflitto mondiale tornò subito ad arbitrare e fu inserito dall'AIA ancora fra gli arbitri a disposizione del Comitato Regionale Lombardo quale arbitro effettivo abilitato alla direzione delle gare di Prima Categoria.
Malgrado fosse abilitato nella stagione 1919-1920 alla conduzione delle sole partite regionali, la Commissione Tecnica della FIGC lo designò anche alla direzione di partite al di fuori dell'ambito lombardo mandandolo ad arbitrare il 9 novembre 1919 Juventus-Torino (1-1, qualificazioni piemontesi) e successivamente partite delle semifinali nazionali quali US Milanese-Padova (2-1) del 4 gennaio 1920.
Con la divisione in due federazioni, avvenuta nella stagione 1921-1922, rimase tesserato per l'Inter e a disposizione per le gare gestite dalla Lega Nord della C.C.I.
Continuò ad arbitrare la Prima Divisione fino al termine della stagione sportiva 1924-1925, stagione che concluse arbitrando 3 gare di cui l'ultima Andrea Doria-Alessandria (0-0) del 4 gennaio 1925.
Non risulta fra gli arbitri benemeriti nell'albo d'oro della FIGC.